# 鈴鹿ツインサーキット
座標: 北緯34度48分19.45秒 東経136度29分45.70秒 / 北緯34.8054028度 東経136.4960278度
鈴鹿ツインサーキット（すずかツインサーキット）は、2005年10月10日に営業を開始した三重県鈴鹿市にある自動車レース場。バイクショップ「ミスターバイク」の関連会社である株式会社ツインサーキットが運営。なお、同市内にあるF1日本グランプリ開催で有名な鈴鹿サーキットや、近距離に所在するモーターランド鈴鹿とは別の施設であり、関連はない。

## 概要・特徴
2005年10月10日に営業を開始（この日よりプレオープンとなり、2006年4月15日にグランドオープン）した比較的歴史の新しいレース場である。ミニサーキットと鈴鹿国際サーキットのようないわゆる国際格式のサーキットの中間に位置するレーシングコースとして開発され、「ミニサーキットよりも本格的で国際サーキットより身近に走れる」ことを主眼において経営されている。そのため2輪4輪共にサーキットライセンスはあるが、ナンバーつき車両での走行が大部分の枠で許される（但し、灯火類への飛散防止テーピングなどは厳しくチェックされる）。また、当日飛び込みが許される枠も他の同規模のサーキットに比べれば多いが、前日17時までの予約で割引が適用されるため予約していくことが望ましい。
コース全体の特徴としては高低差がないため全てのコーナーで走りよく、新しいこともあって路面状況はおおむね良好である。テクニカルな要素は薄いが、その分ライン取りやブレーキングなどでタイム差が出やすいコースである。

## ロードコース
本サーキットは山間を開いて作られたサーキットであるが、コース上での高低差はなくフラットである。コースを仕切ることにより、以下のコース設定が可能である。

### フルコース
コースを仕切らない全長1.75kmの本格的レーシングコース。メインストレートは550m。コーナー数15。道幅10〜14m。時計回り。

### Dコース

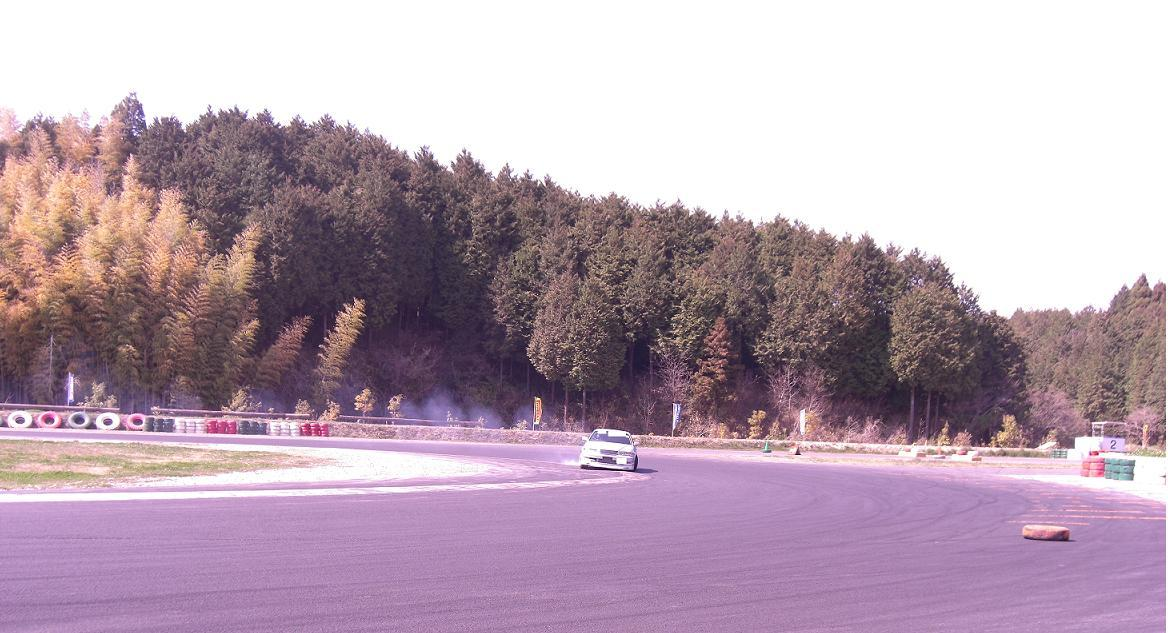
ドリフトコース

全長約1km。ドリフトコース。時計回り。フルコースのメインストレートとバックストレッチの中間を結んだ西側コース。フルコースの前半部分であるが、Ｒの大きめのヘアピン3つを組み合わせた形である。

### Gコース
全長約1.1km。グリップコース。時計回り。フルコースの後半部分であり、S字やタイトなヘアピン、複合コーナーなどがある。

### オフロードコース
モトクロス全日本選手権、モタードレースの開催を視野に入れた本格的コース。

## ロードサイドエリア
サーキットに通じる道路がコースの最終セクションのすぐ側を通っているため、その道路から間近にレーシングマシンを見ることができるが、片側一車線の道路で歩道がないため立ち止まるのは危険である。また、1コーナー〜2コーナーを見渡せる土手はパドックエリアから直ぐにアクセスでき、コースの前半部分を観察できる。

## センターハウスエリア
コントロールタワーは三階で構成され、一階部分には受付・コントロールセンターとパドックが置かれ、二階には屋内の観戦スペース、ベランダ状の観戦スペースがあり、最上階の三階にはVIPルームと呼ばれる特等席が設けられている。

## アクセス
- 乗用車
  - 東名阪自動車道鈴鹿ICより約25分
  - 東名阪自動車道亀山ICより約20分